# Clinton (Colombie-Britannique)
Pour les articles homonymes, voir Clinton.
Clinton est un village de la Colombie-Britannique situé dans le district régional de Thompson-Nicola.

## Démographie
| 2001 | 2006 | 2011 | 2016 |
| ---- | ---- | ---- | ---- |
| 631  | 578  | 636  | 641  |

## Histoire
En 2009, des feux de forêts ont ravagé la région de Cariboo, obligeant des centaines d'habitants de Clinton à quitter leurs résidences.

## Galerie photos

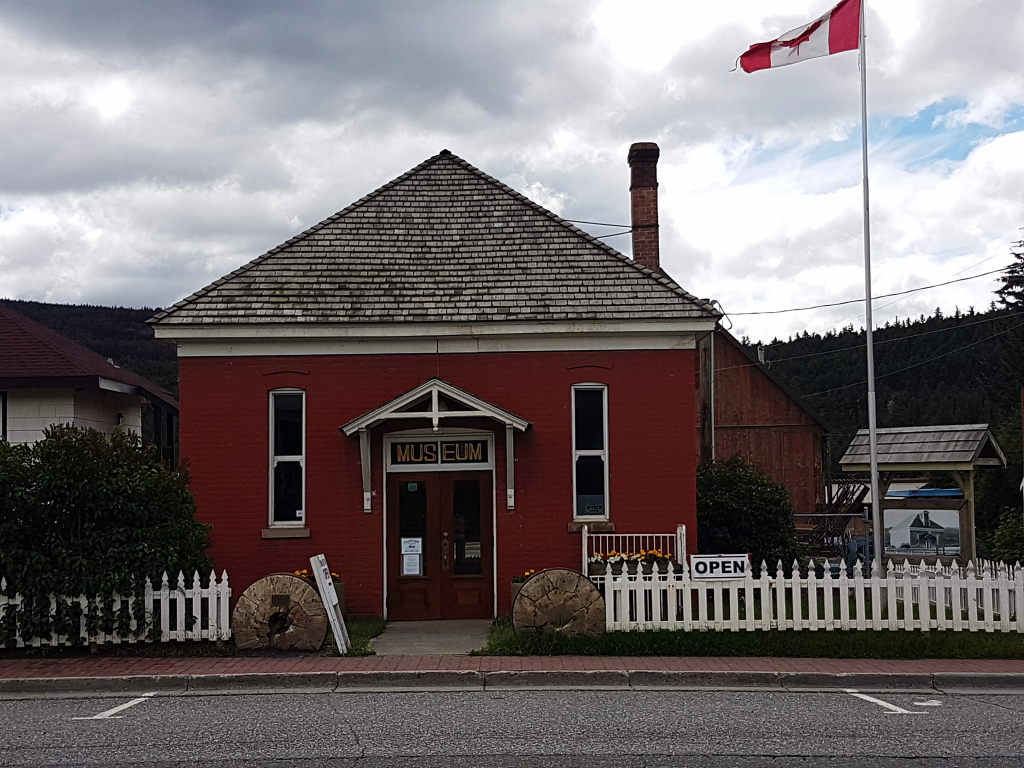
Musée Clinton.
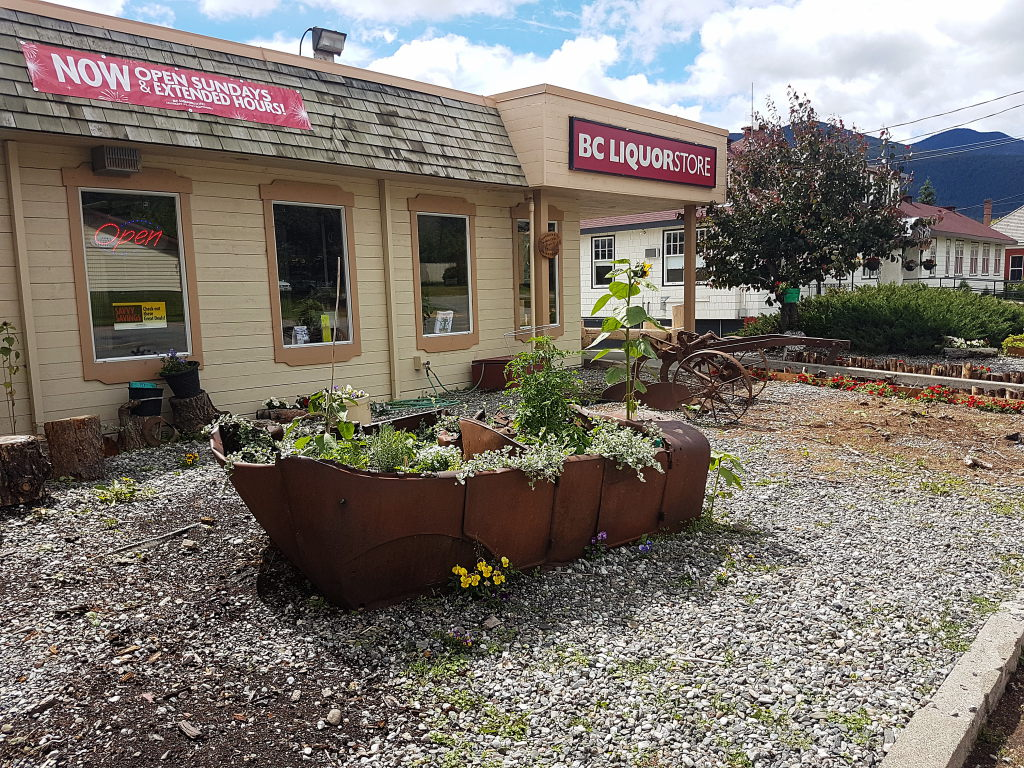
Magasin d'alcool.